# Tarieł Wasadze
Tarieł Szakrowycz Wasadze, ukr. Таріел Шакрович Васадзе (ur. 15 października 1947 w Supsie) – ukraiński polityk i przedsiębiorca gruzińskiego pochodzenia, poseł do Rady Najwyższej.

## Życiorys
Z wykształcenia inżynier mechanik, absolwent instytutu KADI. W latach 70. pracował w przedsiębiorstwach transportowych jako inżynier, następnie dyrektor stacji obsługi pojazdów, a od 1982 zastępca naczelnika i naczelnik instytucji publicznej Awtotechobsłuhowuwannia. Na początku lat 90. kierował zrzeszeniem Awtoserwis. W 1992 został prezesem korporacji UkrAWTO, posiadającej m.in. przedsiębiorstwo ZAZ. W 2008 znalazł się na 30. pozycji rankingu najbogatszych Ukraińców.
W 2002 pełnił funkcję doradcy premiera Anatolija Kinacha. W wyborach w tym samym roku po raz pierwszy uzyskał mandat deputowanego do Rady Najwyższej z ramienia bloku Za Jedyną Ukrainę. Był związany z PPPU. W 2005 przeszedł do Bloku Julii Tymoszenko, stając się jednym z głównych sponsorów tego ugrupowania. Z listy BJuT był wybierany do parlamentu V i VI kadencji (2006 i 2007). W trakcie tej ostatniej po przejęciu władzy przez Partię Regionów wsparł nowy rząd i przeszedł do frakcji tego ugrupowania. W 2012 z ramienia tej formacji ponownie uzyskał mandat poselski. W lutym 2014 opuścił frakcję Partii Regionów. Przed przedterminowymi wyborami w tym samym roku znalazł się na liście wyborczej partii Serhija Tihipki Silna Ukraina, która nie uzyskała poselskiej reprezentacji.

## Odznaczenia
- Order „Za Zasługi” II klasy (2012)[5]